# Llista de peixos de l'Oceà Àrtic
Aquesta llista de peixos de l'Oceà Àrtic inclou les 123 espècies de peixos que es poden trobar a l'oceà Àrtic ordenades per l'ordre alfabètic de llur nom científic.

## A
- Acantholumpenus mackayi
- Amblyraja radiata
- Ammodytes dubius
- Ammodytes hexapterus
- Anarhichas denticulatus
- Anarrhichthys ocellatus
- Anisarchus medius
- Arctogadus borisovi
- Arctogadus glacialis
- Artediellus scaber
- Artediellus uncinatus
- Aspidophoroides bartoni
- Atheresthes stomias

## B
- Bathymaster signatus
- Bacallà polar (Boreogadus saida)

## C

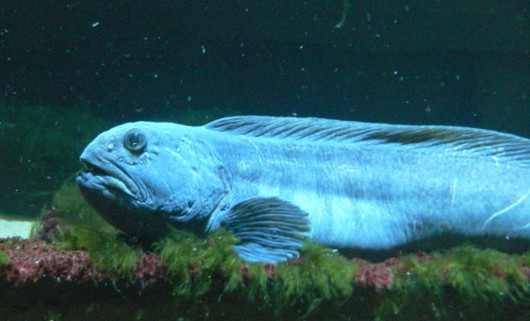
Anarhichas denticulatus

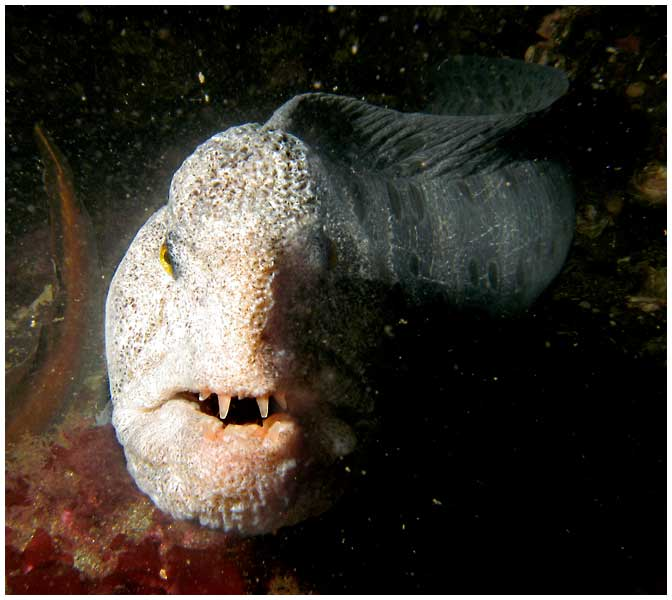
Anarrhichthys ocellatus

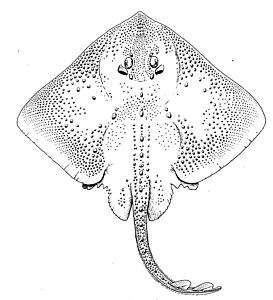
Amblyraja radiata

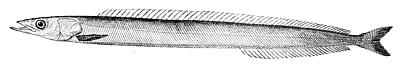
Ammodytes dubius

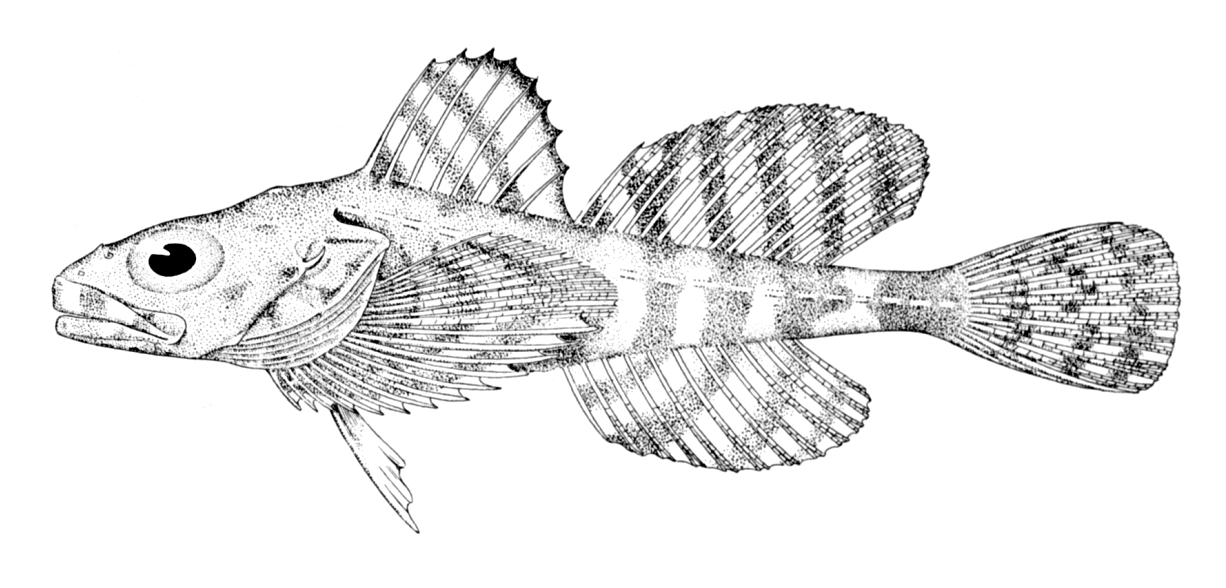
Artediellus uncinatus

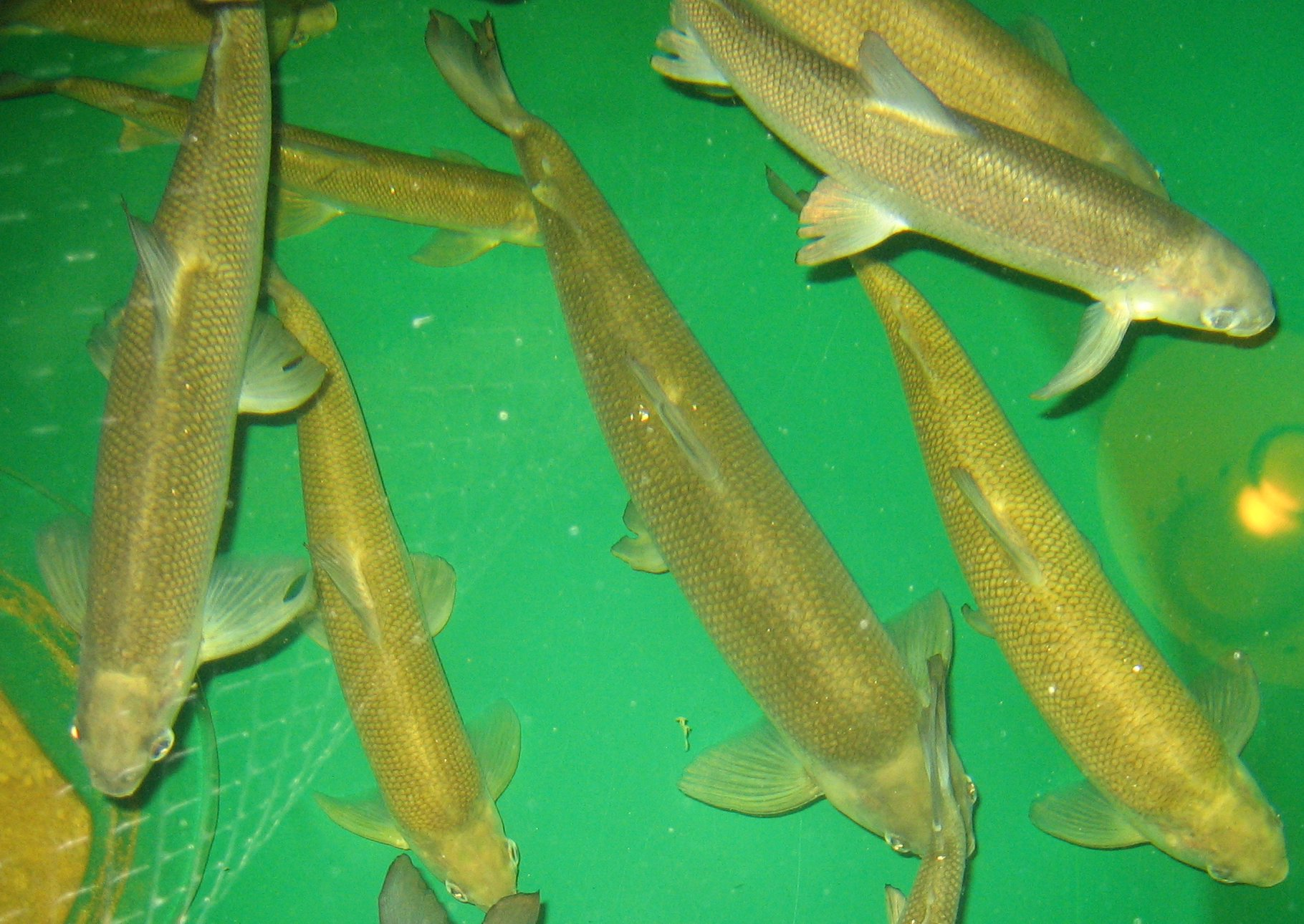
Coregonus clupeaformis

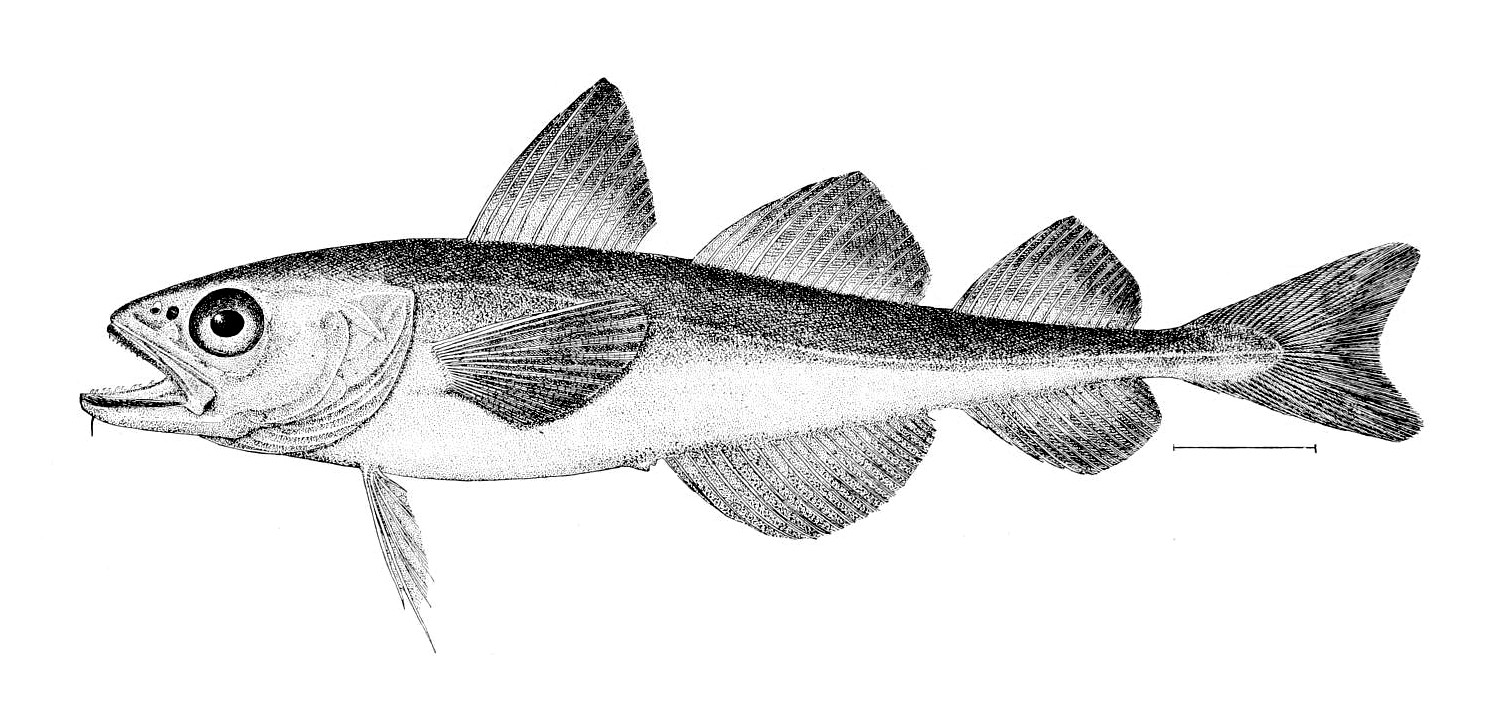
Bacallà polar (Boreogadus saida)

- Careproctus reinhardti
- Clupea pallasii pallasii
- Coregonus autumnalis
- Coregonus clupeaformis
- Coregonus laurettae
- Coregonus muksun
- Coregonus nasus
- Coregonus peled
- Coregonus pidschian
- Coregonus sardinella
- Cottunculus microps
- Cottunculus sadko
- Cyclopteropsis jordani
- Cyclopteropsis mcalpini

## D
- Dipturus linteus

## E

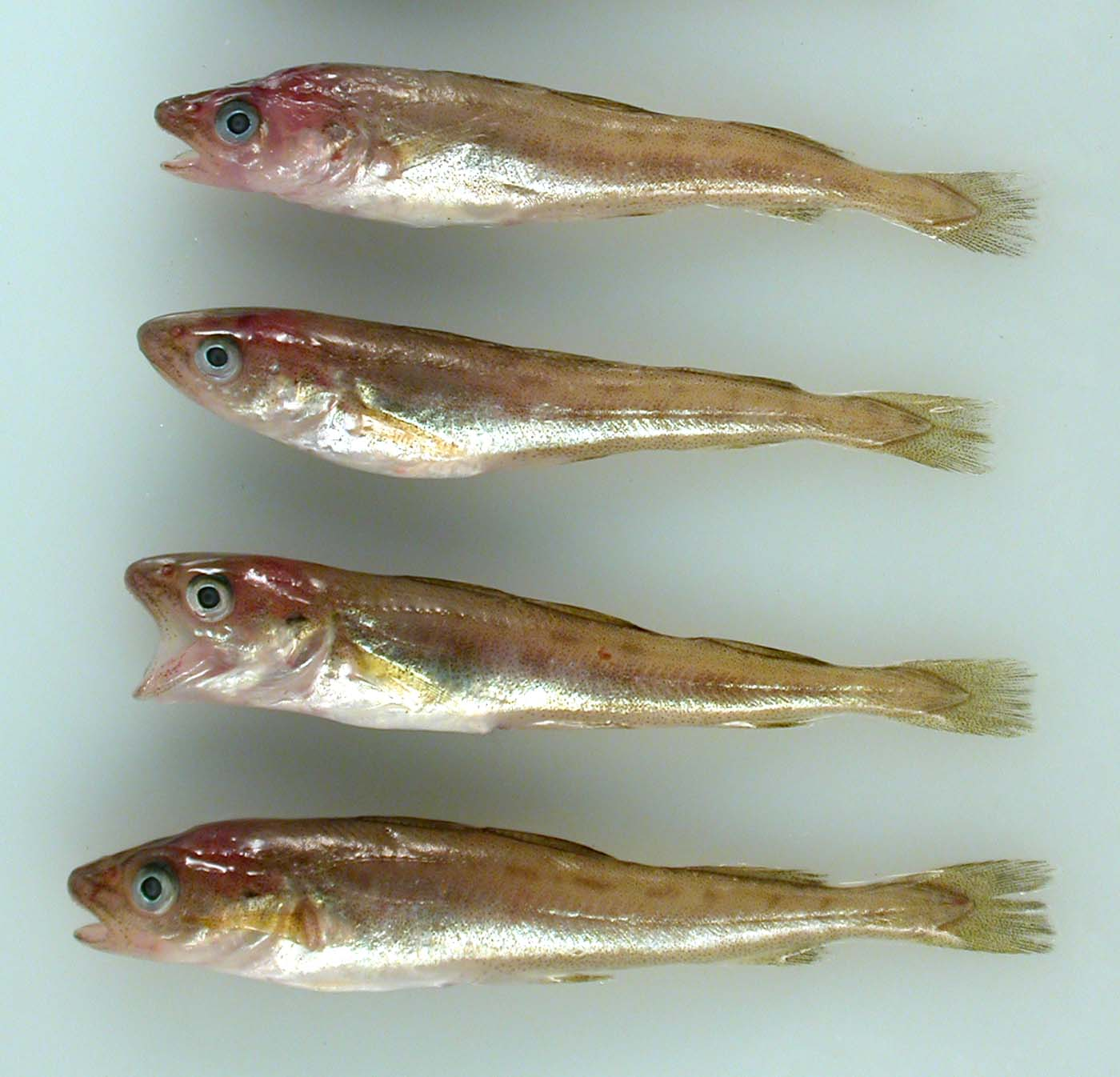
Eleginus gracilis

- Eleginus gracilis
- Eleginus nawaga
- Eumesogrammus praecisus
- Eumicrotremus andriashevi
- Eumicrotremus derjugini
- Eumicrotremus orbis
- Eumicrotremus spinosus

## G

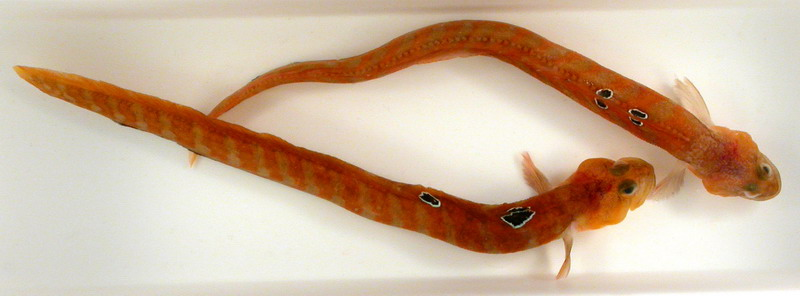
Gymnelus hemifasciatus

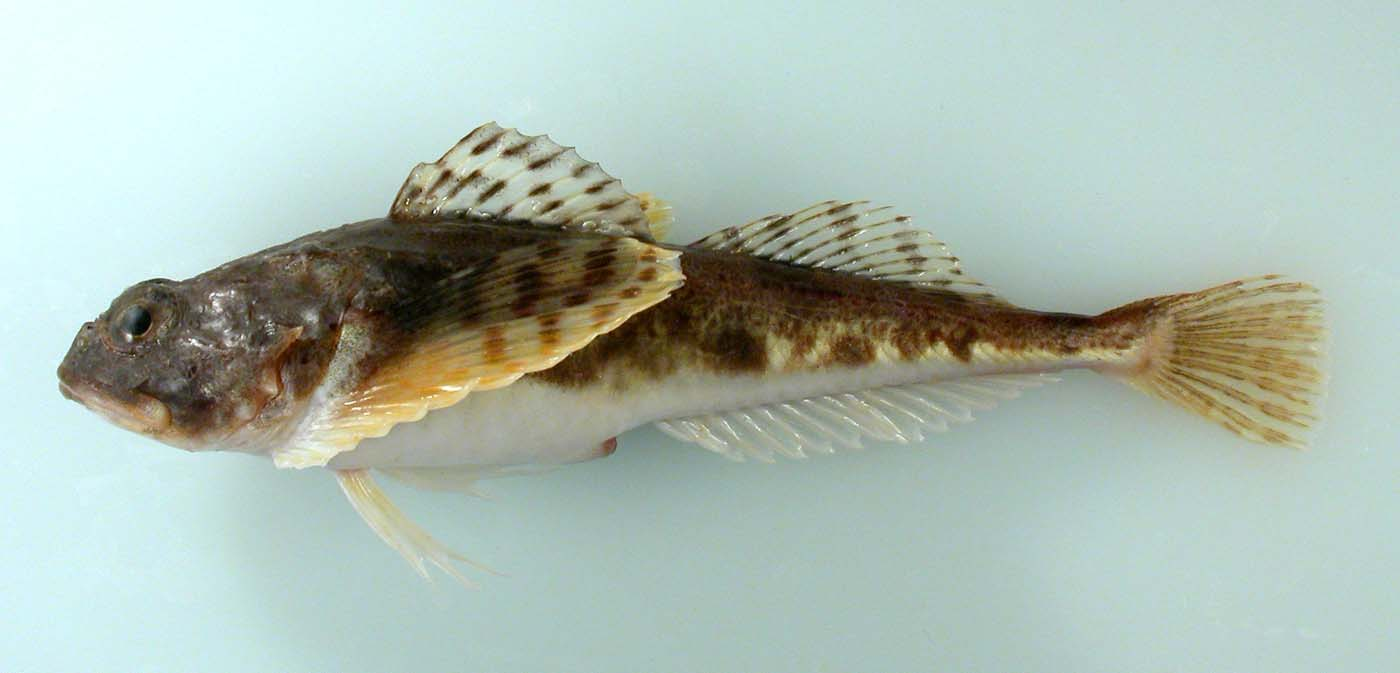
Gymnocanthus tricuspis

- Bacallà de Groenlàndia (Gadus ogac)
- Gymnelus andersoni
- Gymnelus hemifasciatus
- Gymnelus retrodorsalis
- Gymnelus viridis
- Gymnocanthus pistilliger
- Gymnocanthus tricuspis

## H

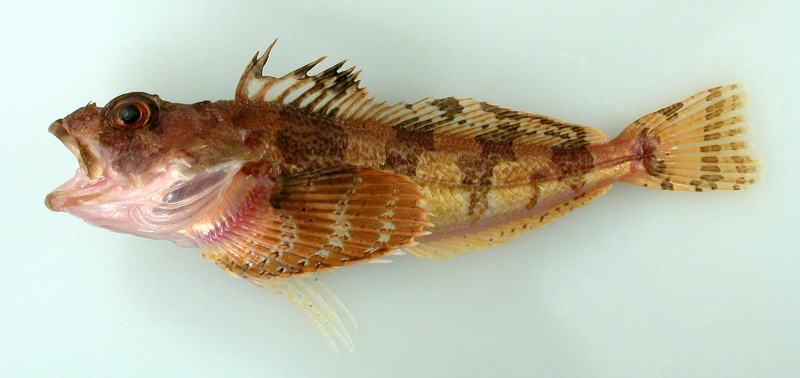
Hemilepidotus papilio

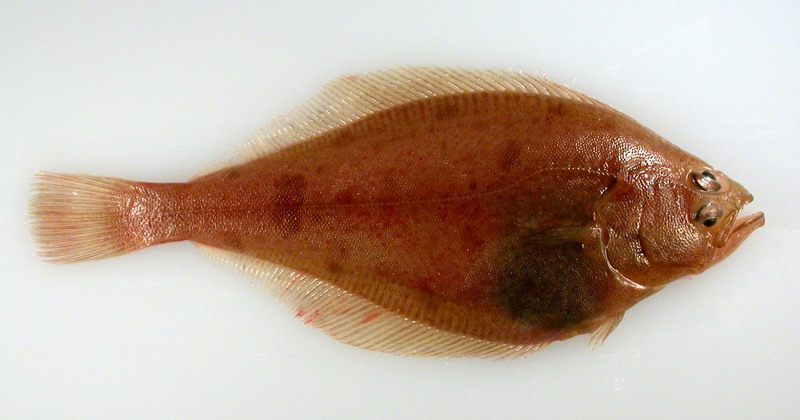
Hippoglossoides robustus

- Hemilepidotus papilio
- Hemilepidotus zapus
- Hexagrammos stelleri
- Hippoglossoides robustus
- Hippoglossus stenolepis

## I

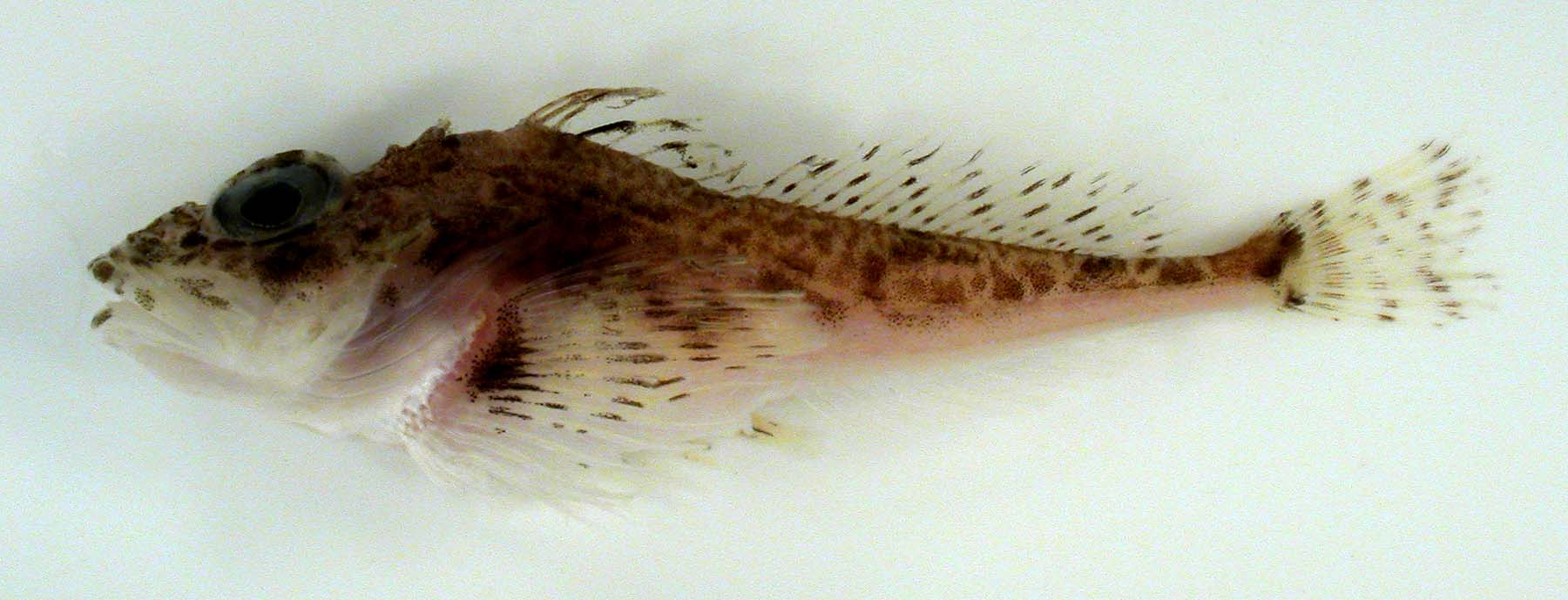
Icelus spatula

- Icelus bicornis
- Icelus spatula

## L

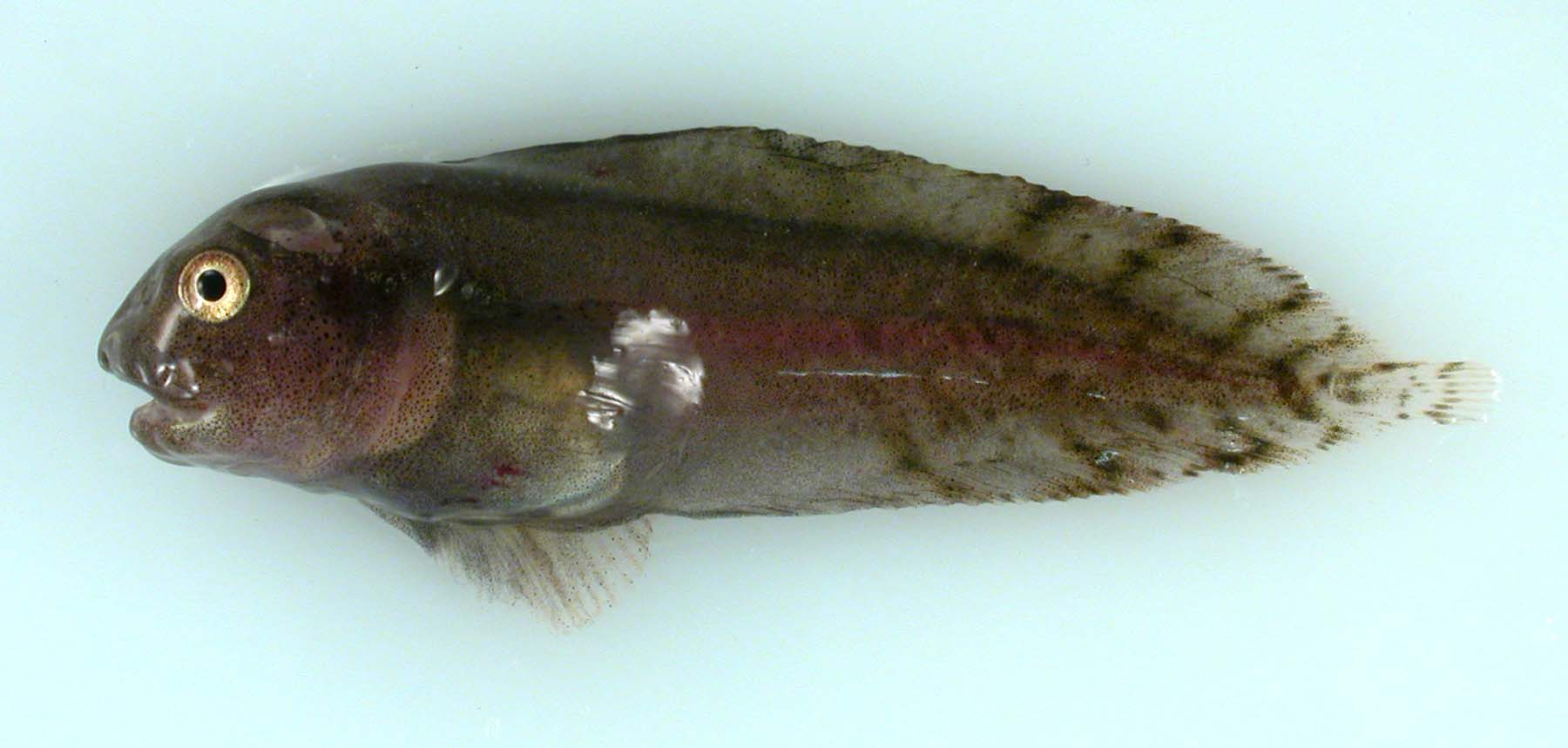
Liparis fabricii

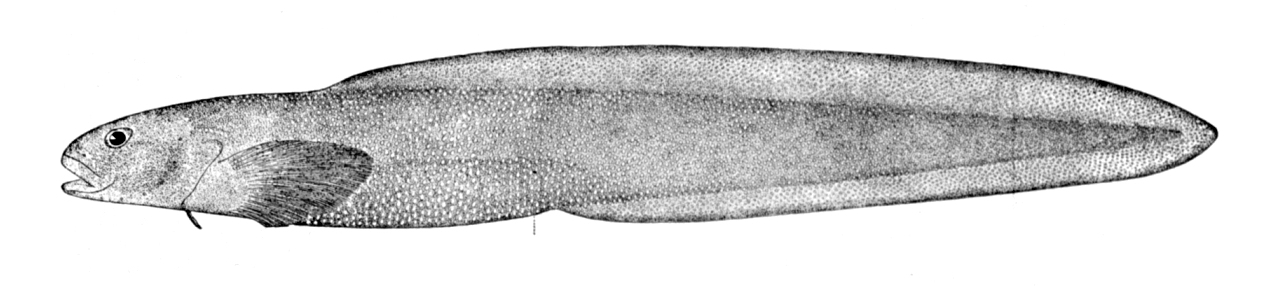
Lycodes frigidus

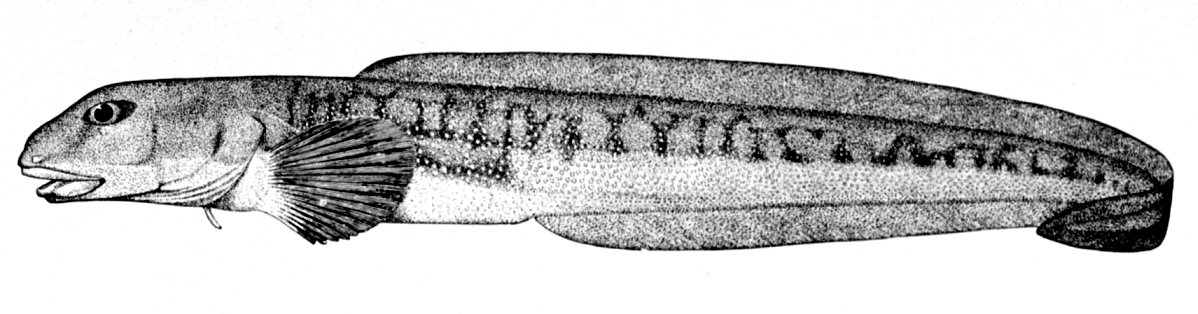
Lycodes vahlii

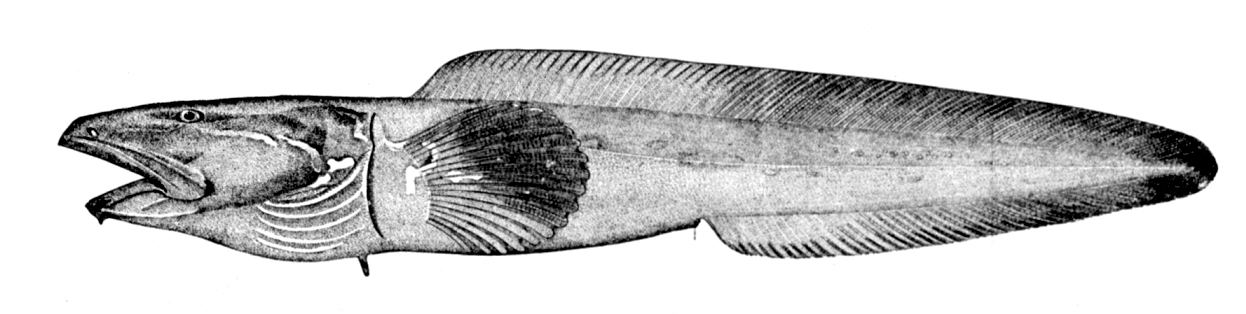
Lycodes mucosus

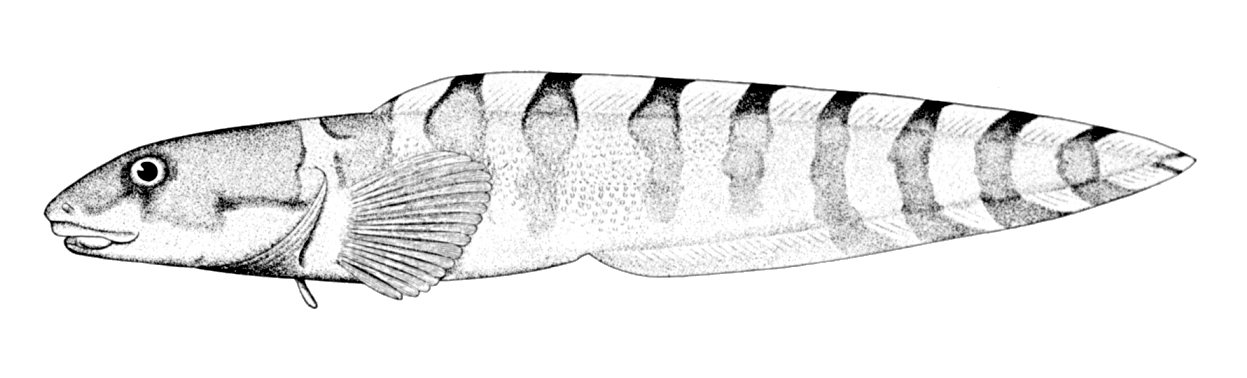
Lycodes reticulatus 2.jpg

- Lampetra camtschatica
- Leptagonus decagonus
- Leptoclinus maculatus
- Limanda aspera
- Liopsetta glacialis
- Liparis bristolensis
- Liparis fabricii
- Liparis gibbus
- Liparis tunicatus
- Lumpenus fabricii
- Lycenchelys kolthoffi
- Lycenchelys muraena
- Lycodes eudipleurostictus
- Lycodes frigidus
- Lycodes jugoricus
- Lycodes luetkenii
- Lycodes mcallisteri
- Lycodes mucosus
- Lycodes palearis
- Lycodes pallidus
- Lycodes polaris
- Lycodes raridens
- Lycodes reticulatus
- Lycodes rossi
- Lycodes sagittarius
- Lycodes seminudus
- Lycodes squamiventer
- Lycodes turneri
- Lycodes vahlii

## M
- Magnisudis atlantica
- Capelí (Mallotus villosus)

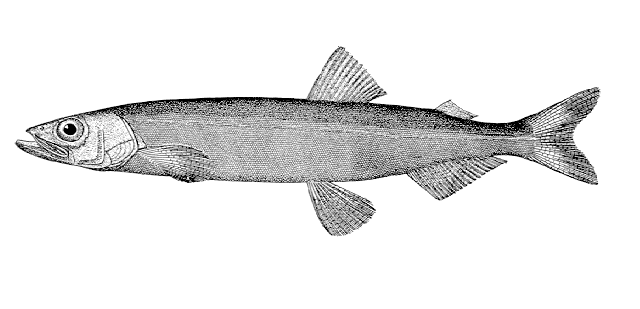
Capelí (Mallotus villosus)

Escorpí de mar d'espines curtes (Myoxocephalus scorpius)

- Megalocottus platycephalus platycephalus
- Myoxocephalus jaok
- Myoxocephalus quadricornis
- Myoxocephalus scorpioides
- Escorpí de mar d'espines curtes (Myoxocephalus scorpius)
- Myoxocephalus stelleri
- Myoxocephalus verrucosus
- Myxine limosa

## O
- Occella dodecaedron

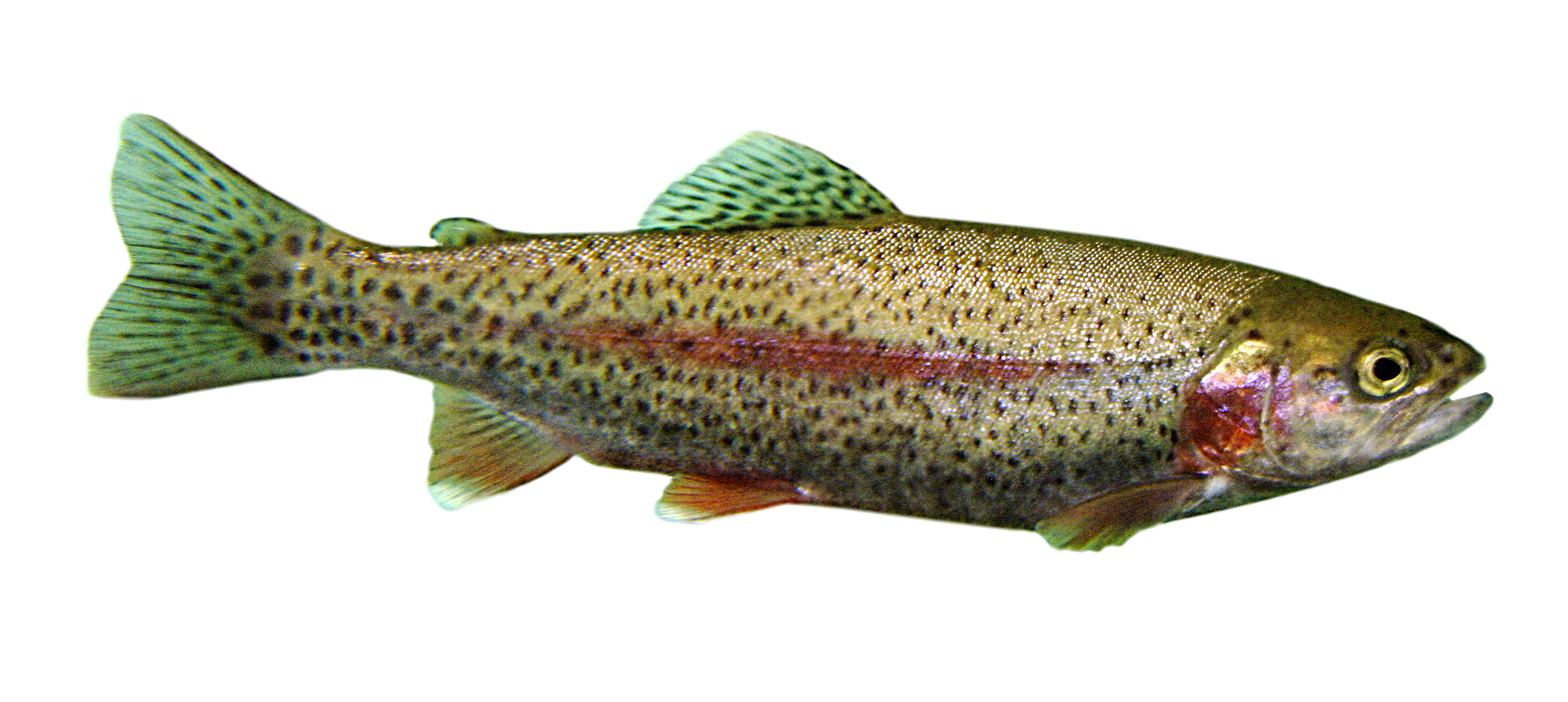
Oncorhynchus mykiss

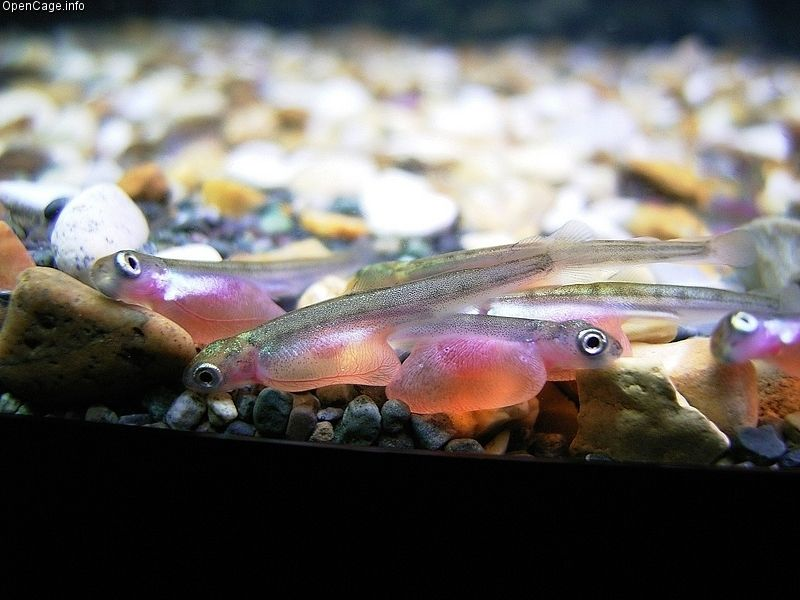
Alevins de salmó keta (Oncorhynchus keta)

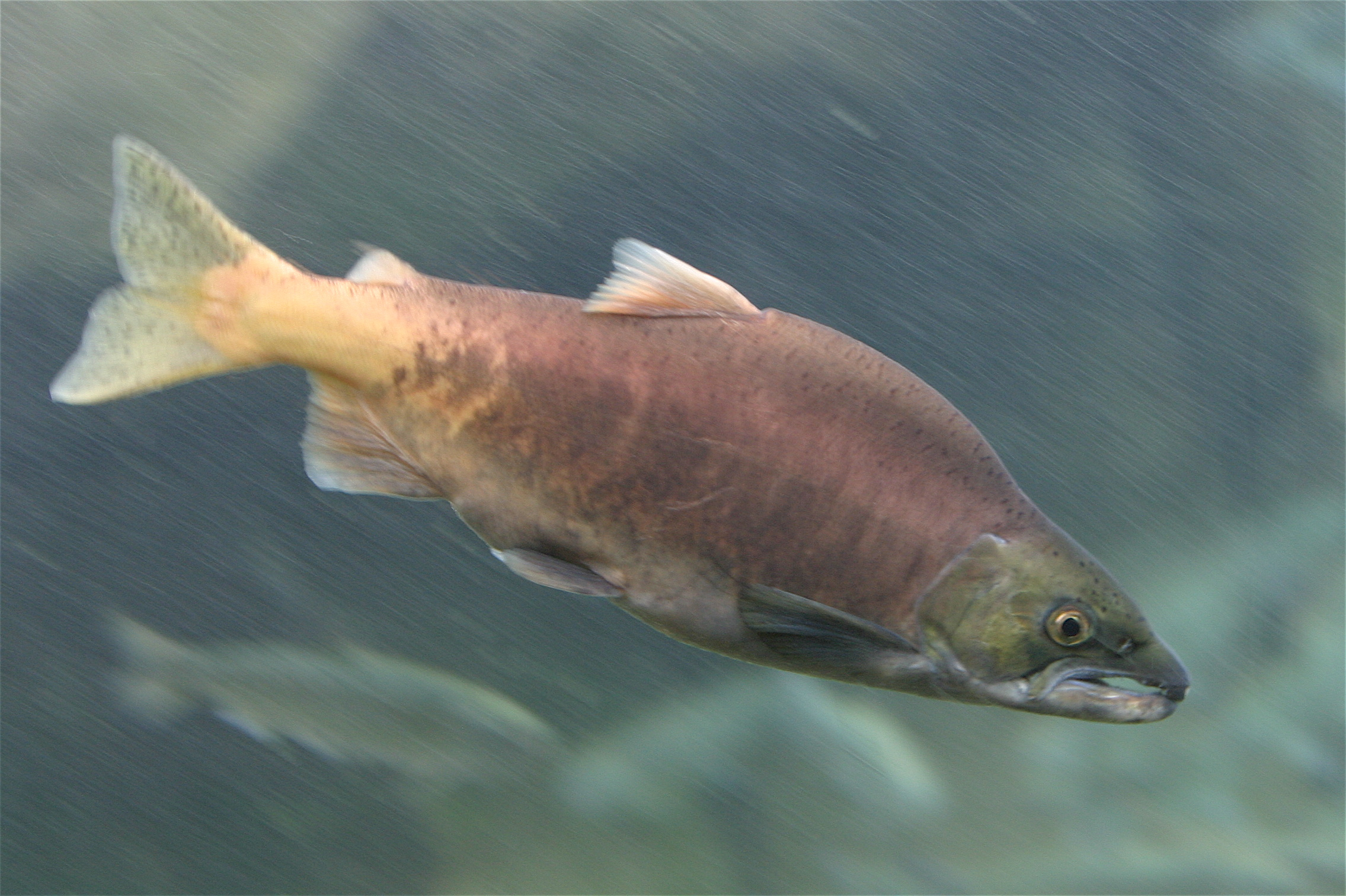
Salmó vermell (Oncorhynchus nerka)

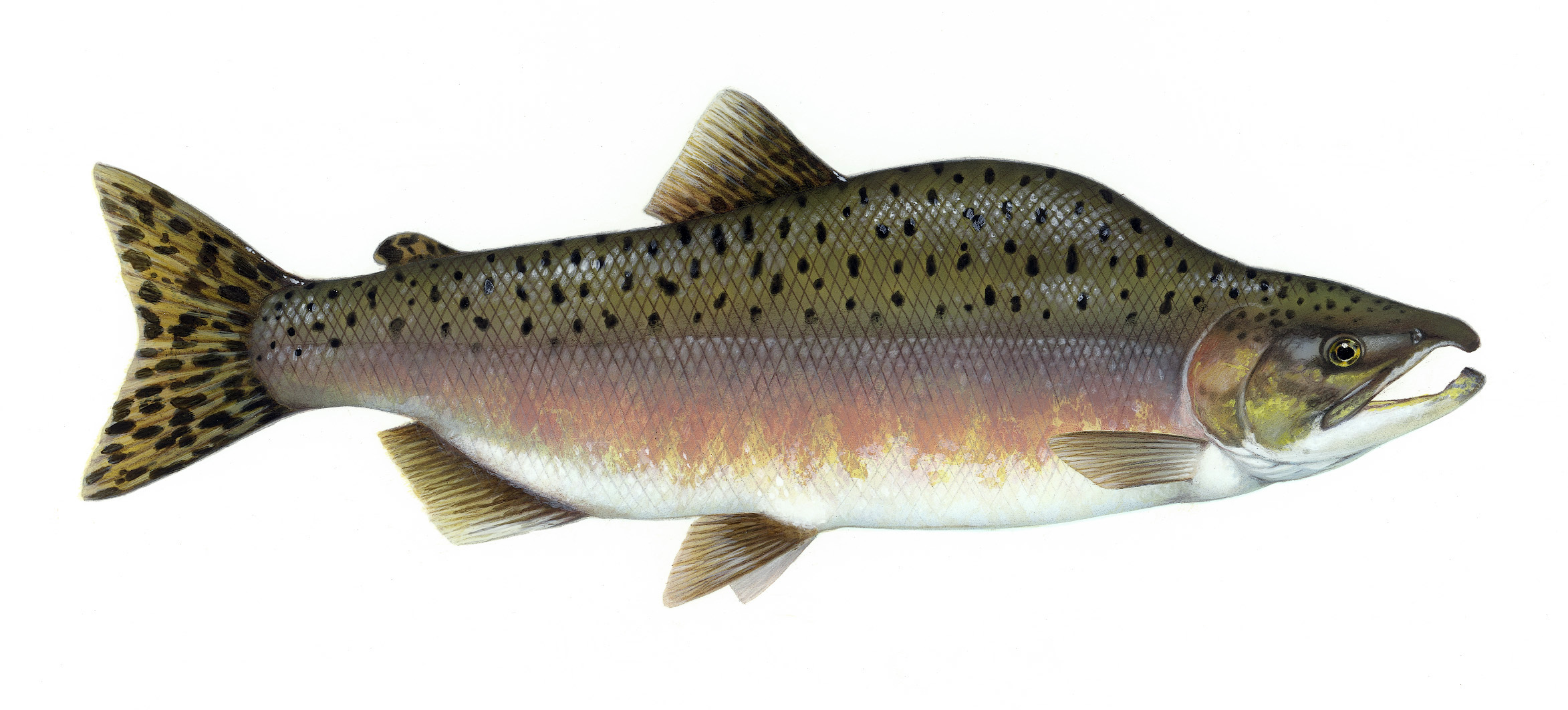
Salmó rosat del Pacífic (Oncorhynchus gorbuscha)

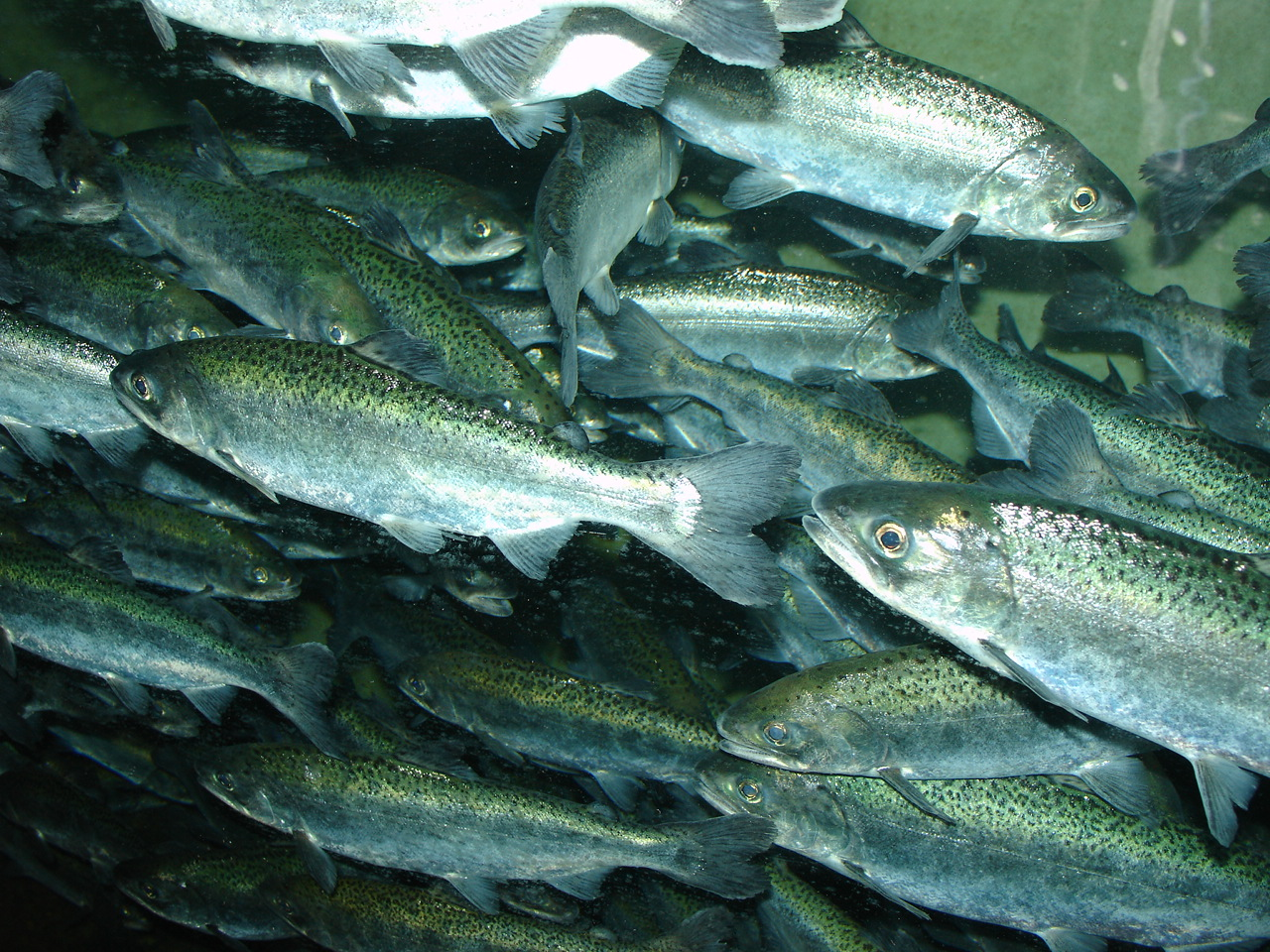
Oncorhynchus tschawytscha

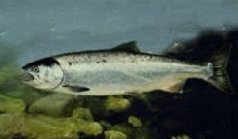
Salmó platejat (Oncorhynchus kisutch)

- Salmó rosat del Pacífic (Oncorhynchus gorbuscha)
- Salmó keta (Oncorhynchus keta)
- Salmó platejat (Oncorhynchus kisutch)
- Oncorhynchus mykiss
- Salmó vermell (Oncorhynchus nerka)
- Oncorhynchus tshawytscha
- Osmerus mordax dentex

## P
- Paraliparis violaceus

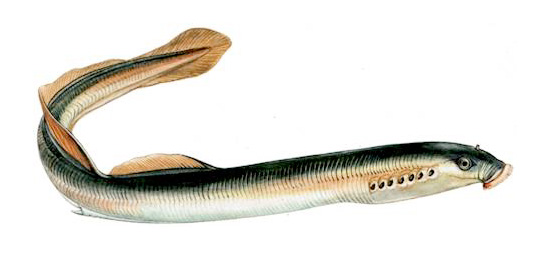
Llampresa de mar (Petromyzon marinus)

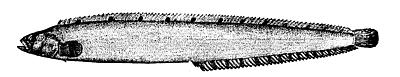
Pholis gunnellus

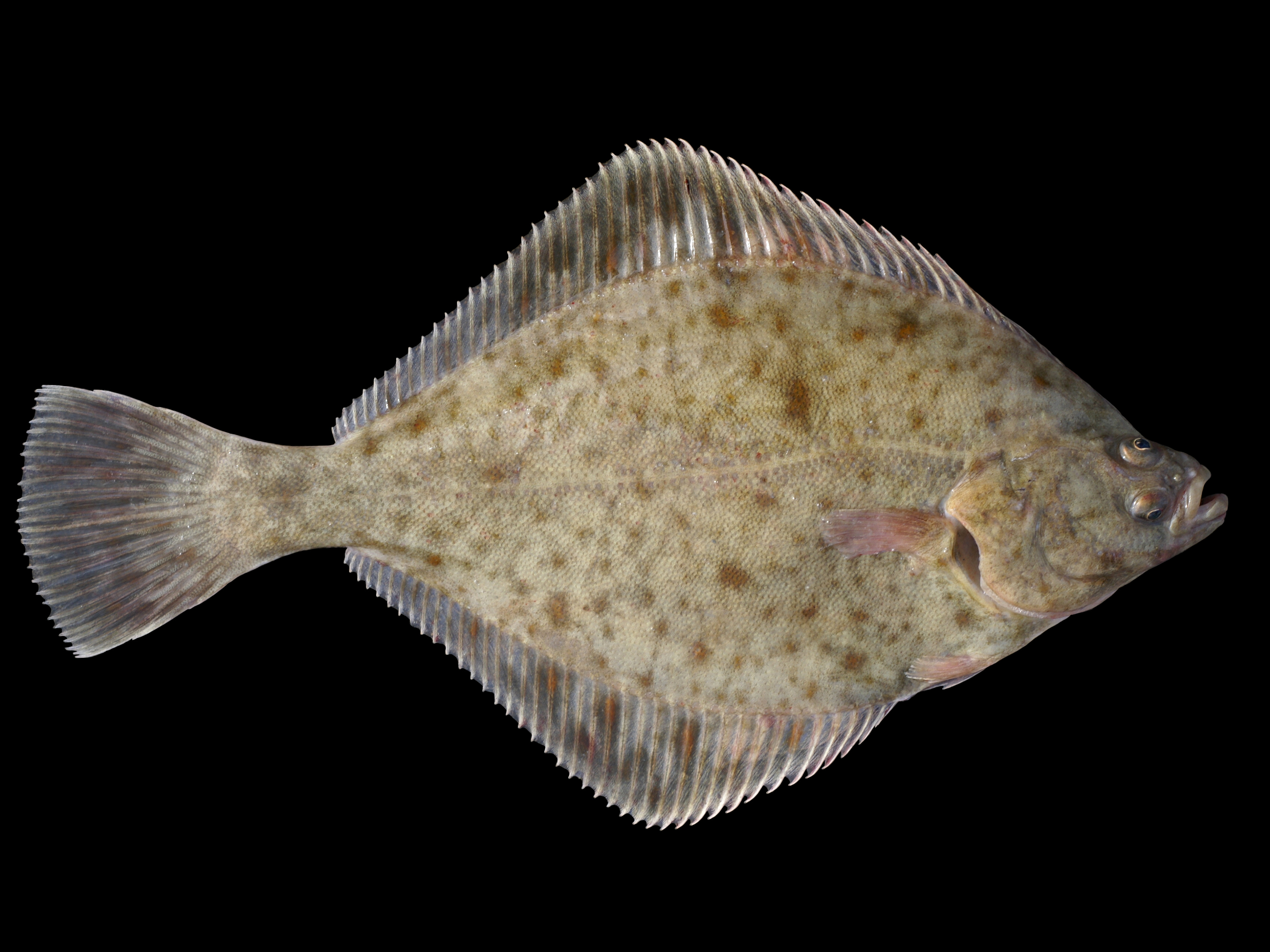
Platichthys flesus

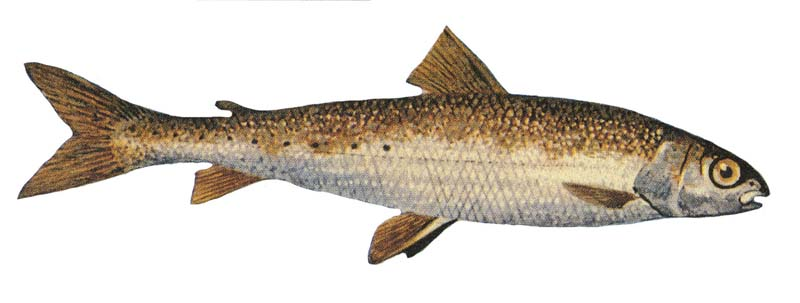
Prosopium cylindraceum

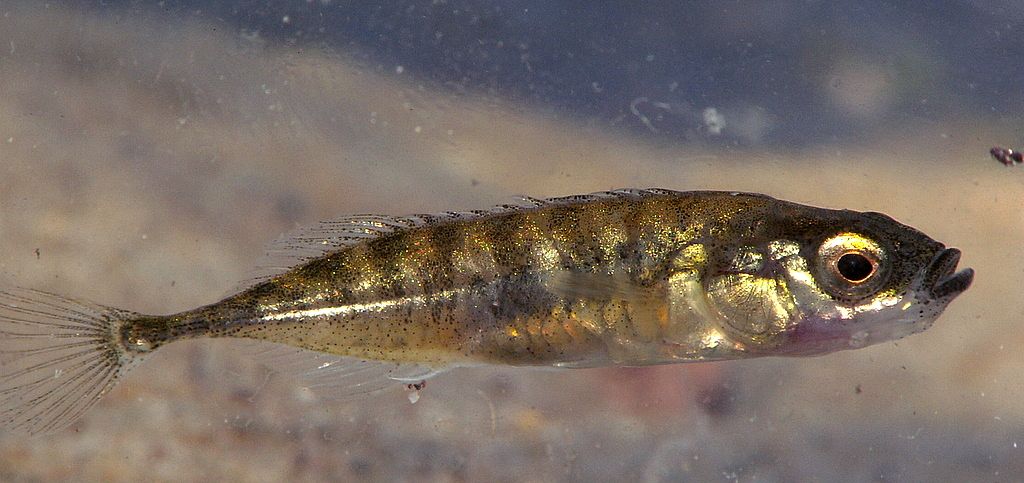
Pungitius pungitius

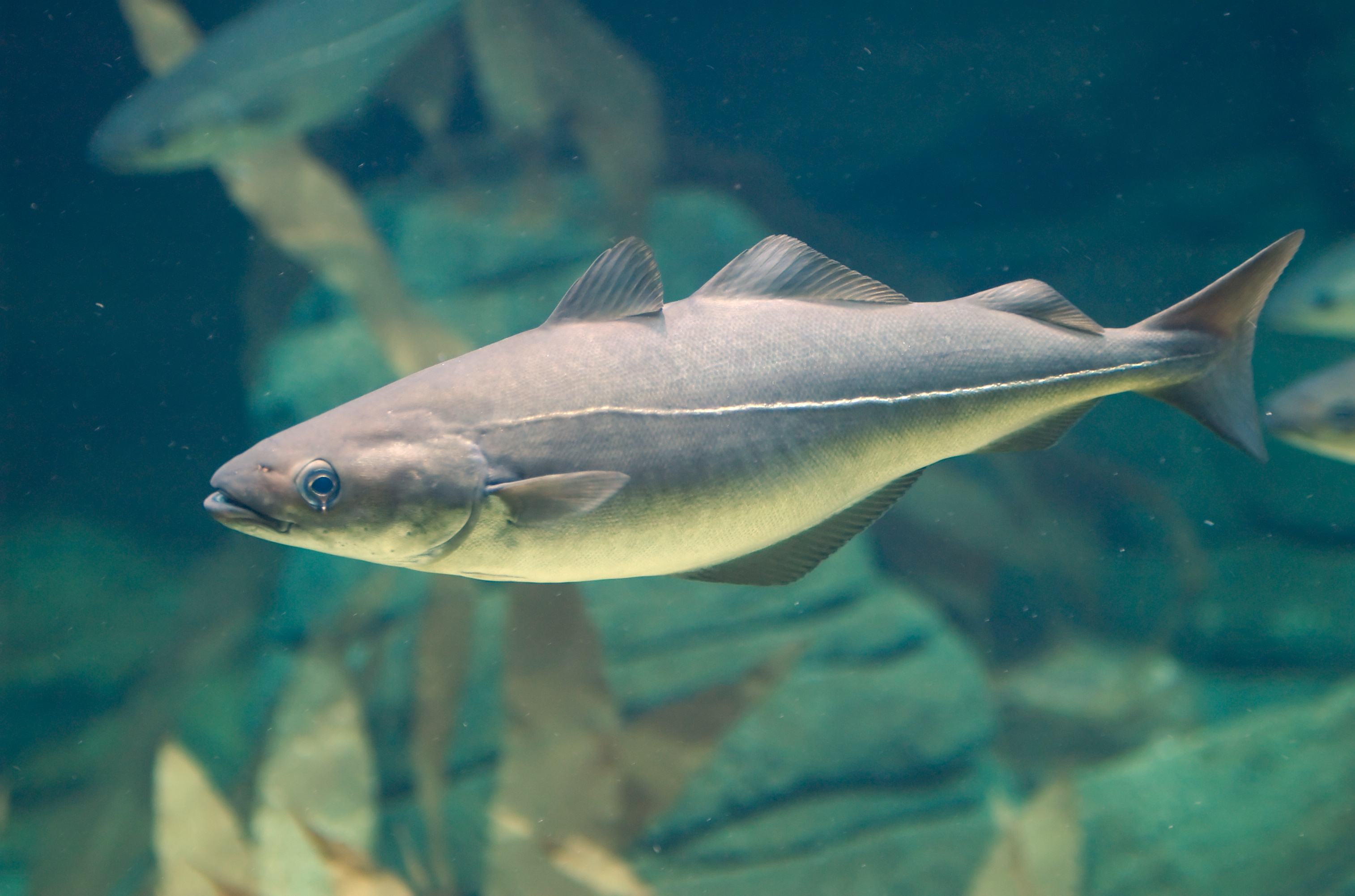
Peix carboner (Pollachius virens)

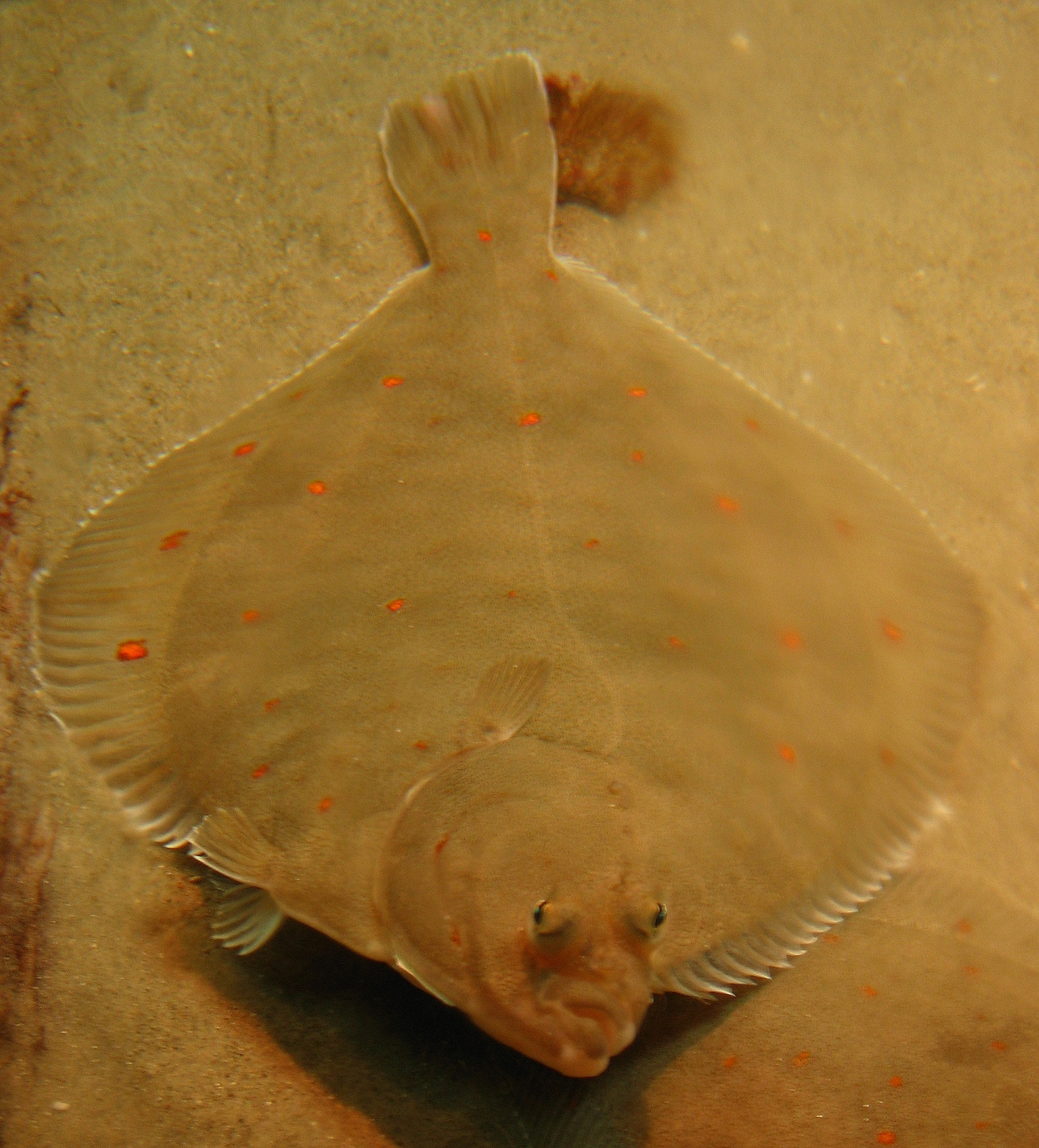
Palaia anglesa (Pleuronectes platessa)

- Llampresa de mar (Petromyzon marinus)
- Pholis fasciata
- Pholis gunnellus
- Platichthys flesus
- Platichthys stellatus
- Palaia anglesa (Pleuronectes platessa)
- Pleuronectes quadrituberculatus
- Podothecus accipenserinus
- Peix carboner (Pollachius virens)
- Prosopium cylindraceum
- Pungitius pungitius

## R

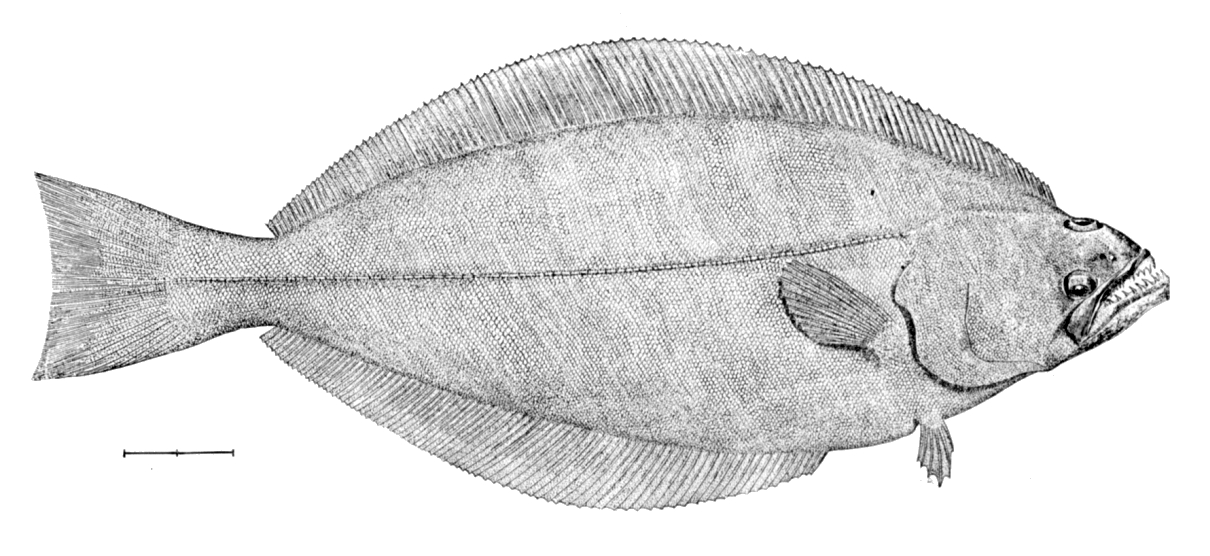
Halibut negre (Reinhardtius hippoglossoides)

- Halibut negre (Reinhardtius hippoglossoides)

## S
- Salangichthys microdon
- Salmo salar
- Salvelinus alpinus alpinus
- Salvelinus malma malma'

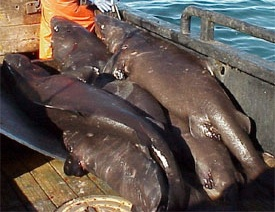
Tauró dormilega del Pacífic (Somniosus pacificus)

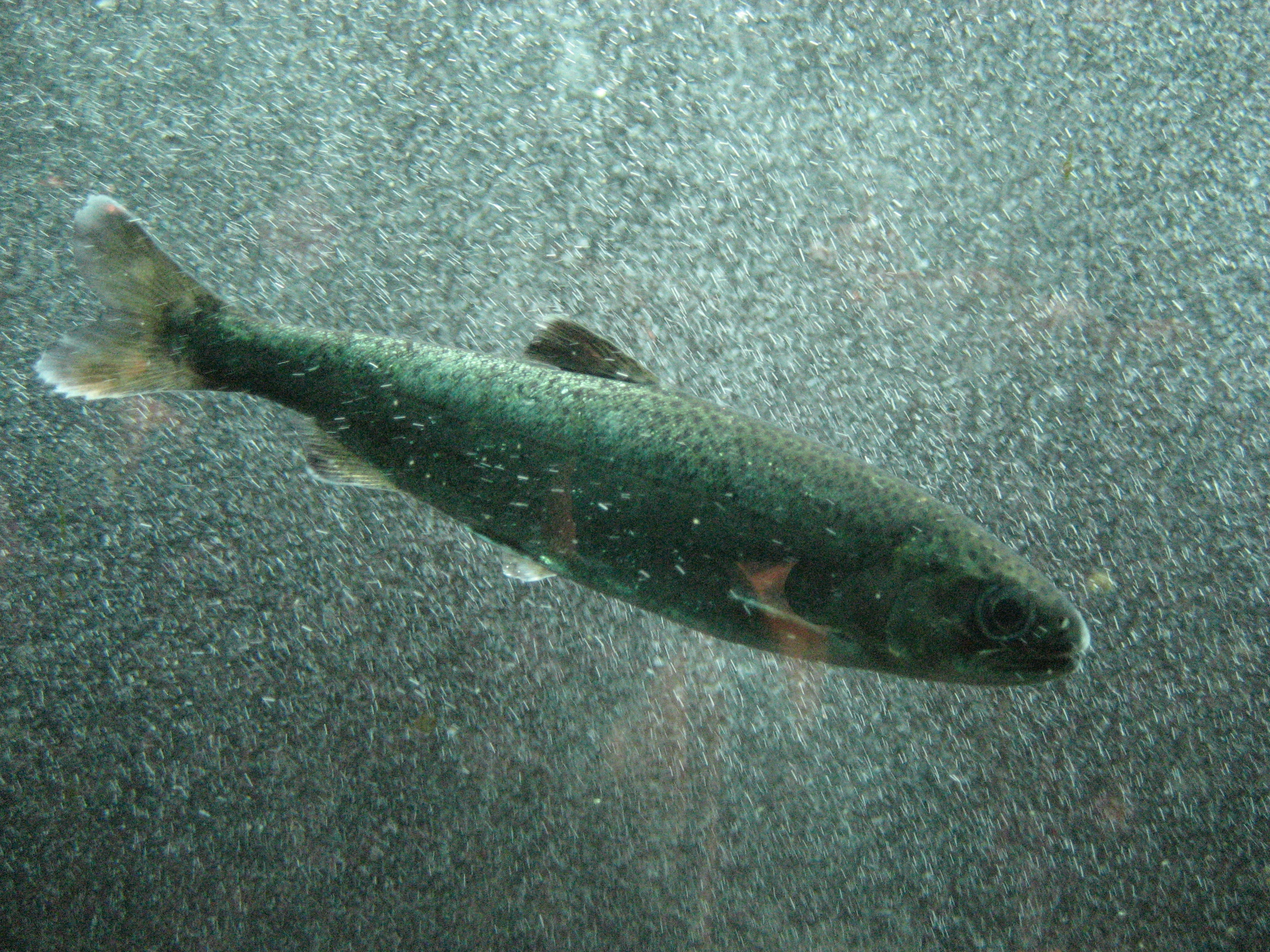
Salmó (Salmo salar)

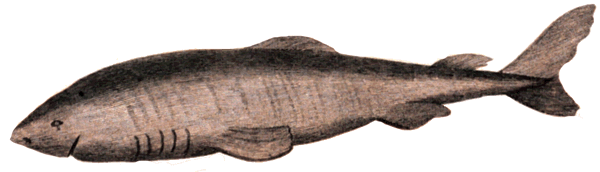
Tauró de Groenlàndia (Somniosus microcephalus)

- Tauró de Groenlàndia (Somniosus microcephalus)
- Tauró dormilega del Pacífic (Somniosus pacificus)
- Stichaeus punctatus punctatus

## T

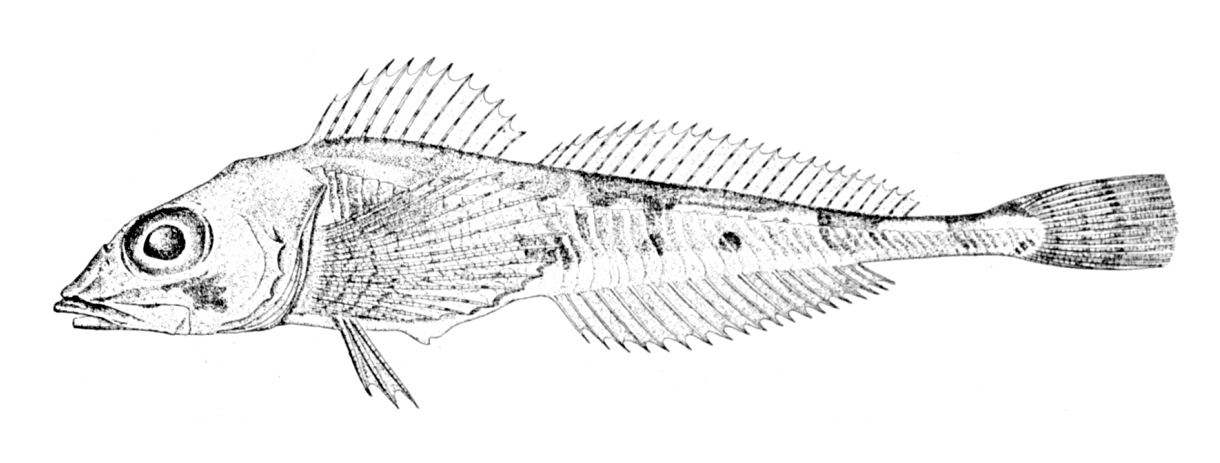
Triglops pingelii

- Theragra chalcogramma
- Triglops nybelini
- Triglops pingelii

## U
- Ulcina olrikii

## Z

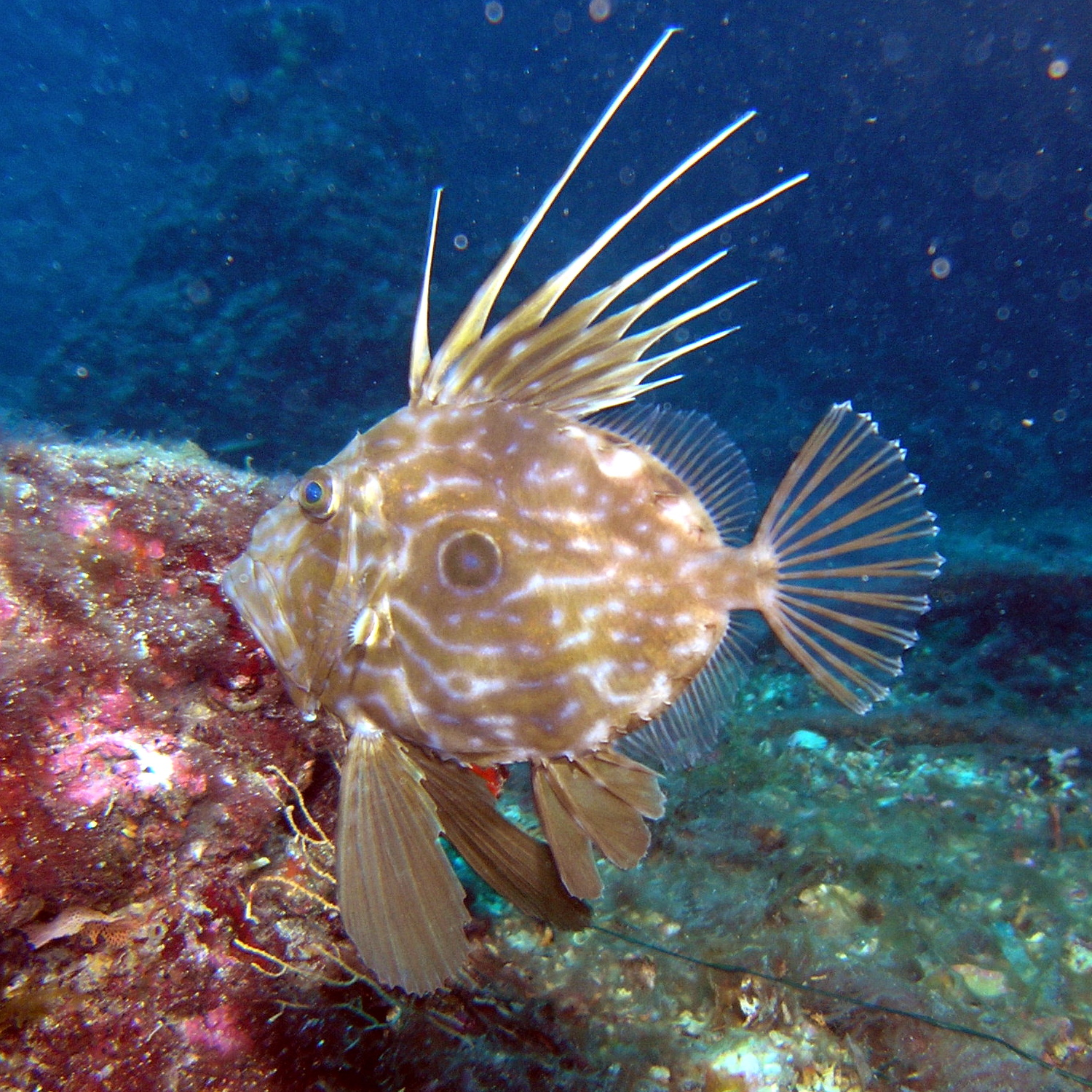
Gall de Sant Pere (Zeus faber)

- Gall de Sant Pere (Zeus faber)[1]